# سنقر باتلاقی
سنقر باتلاقی (نام علمی: Circus approximans)، که همچنین به عنوان سنقر باتلاقی استرالیایی یا سنقر استرالیایی شناخته می‌شود، یک پرنده شکاری بزرگ و باریک است که به‌طور گسترده در سراسر استرالیا پراکنده شده است. در نیوزیلند با نام مائوری kāhu نیز شناخته می‌شود. در طی ۷۰۰ سال گذشته به نیوزیلند رسید و جایگزین گونه بزرگتر، گونه منقرض‌شده ایلز بومی نیوزلند شد.
سنقر باتلاقی وابسته به زیرتیرهٔ سنقریان (Circinae) و سردهٔ Circus است که در سراسر جهان به جز قطب جنوب نشان داده می‌شود. زیرتیره و سرده از رفتار ویژهٔ پرواز چرخشی در دوران جفت‌خواهی و پرواز هوایی به دست آمده‌اند.
سنقر باتلاقی از استقرار اروپاییان بهره برده است و در حال حاضر، به‌ویژه در زمین‌های کشاورزی باز بسیار رایج است.